# Кунашка
Кунашка, Кунаш — река в России, протекает в Шарангском районе Нижегородской области. Устье реки находится в 181 км по левому берегу реки Усты. Длина реки составляет 15 км, площадь водосборного бассейна 43,6 км².
Исток реки находится в лесах в 13 км к западу от посёлка Шаранга. Река течёт на север, протекает деревни Уста и Новый Кунаш. Впадает в Усту выше деревни Туманур.

## Данные водного реестра
По данным государственного водного реестра России относится к Верхневолжскому бассейновому округу, водохозяйственный участок реки — Ветлуга от города Ветлуга и до устья, речной подбассейн реки — Волга от впадения Оки до Куйбышевского водохранилища (без бассейна Суры). Речной бассейн реки — (Верхняя) Волга до Куйбышевского водохранилища (без бассейна Оки).
По данным геоинформационной системы водохозяйственного районирования территории РФ, подготовленной Федеральным агентством водных ресурсов:
- Код водного объекта в государственном водном реестре — 08010400212110000043113
- Код по гидрологической изученности (ГИ) — 110004311
- Код бассейна — 08.01.04.002
- Номер тома по ГИ — 10
- Выпуск по ГИ — 0